# شهدخوار دمگاه‌ارغوانی
شهدخوار دمگاه‌ارغوانی (نام علمی: Leptocoma zeylonica) یک گونه از خانوادهٔ شهدخواران و بومی شبه قاره هند است. مانند سایر پرندگان شهدخوار، اندازه آنها کوچک است و عمدتاً از شهد گل‌ها تغذیه می‌کنند اما گاهی اوقات، مخصوصاً در هنگام تغذیه نوجوان‌ها حشرات را می‌گیرند. آنها می‌توانند برای مدت کوتاهی درجا بال‌زنی کنند، اما معمولاً برای مکیدن شهد گل‌ها در حالت نشسته قرار می‌گیرند. آنها یک آشیانهٔ کیسه‌ای آویزان می‌سازند که از تار عنکبوت، گلسنگ و مواد گیاهی تشکیل شده‌است. رنگ نرها روشن است اما ماده‌ها در روتنه زیتونی و در زیرتنه زرد تا نخودی هستند. نرها به راحتی از شهدخوار ارغوانی با رنگ روشن زیرین تشخیص داده می‌شوند، در حالی که ماده‌ها را می‌توان با گلوی سفیدشان تشخیص داد.

## نگارخانه

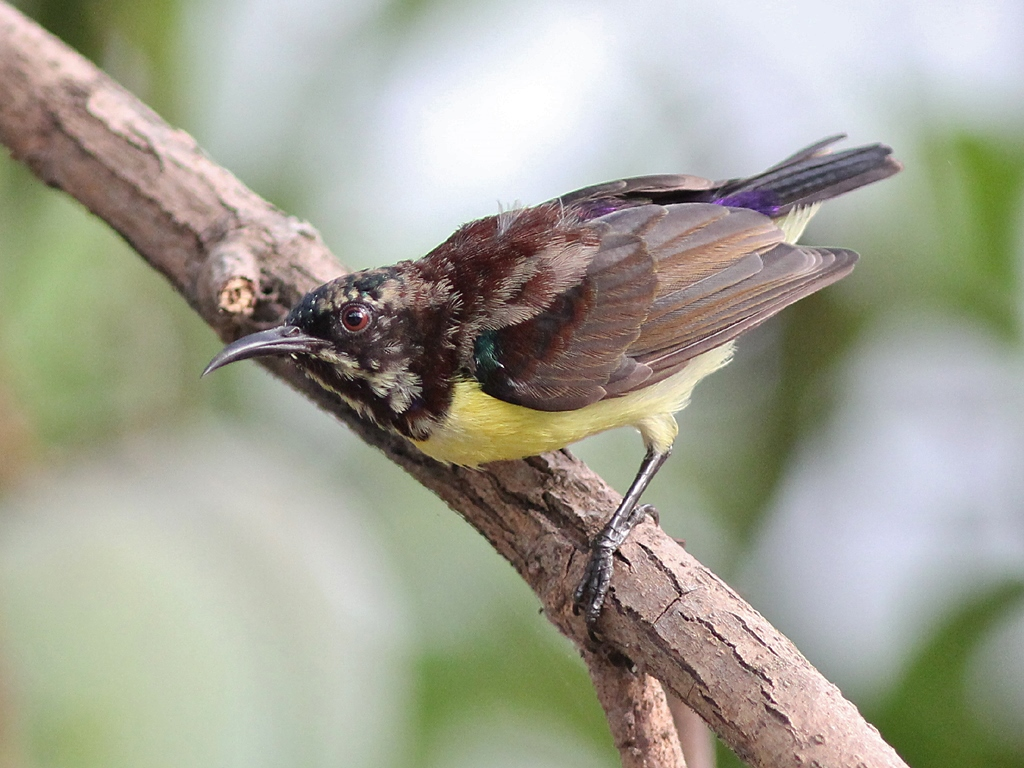
نر در حال پرریزی
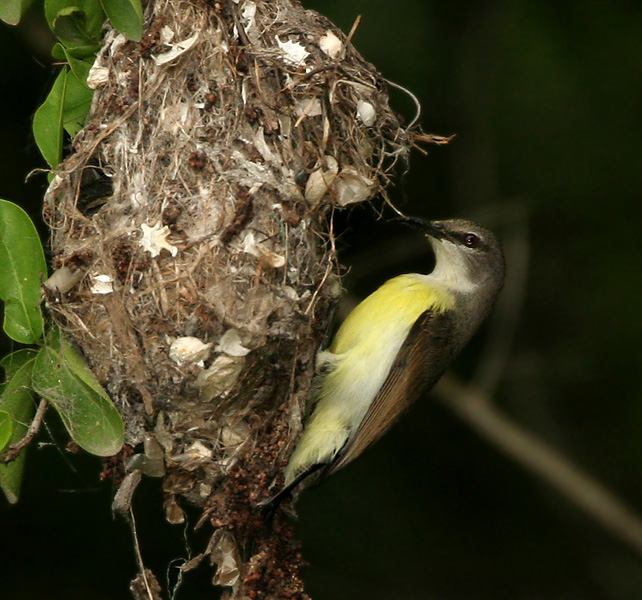
ماده در آشیانه. به نوار ابرویی ضعیف توجه کنید.
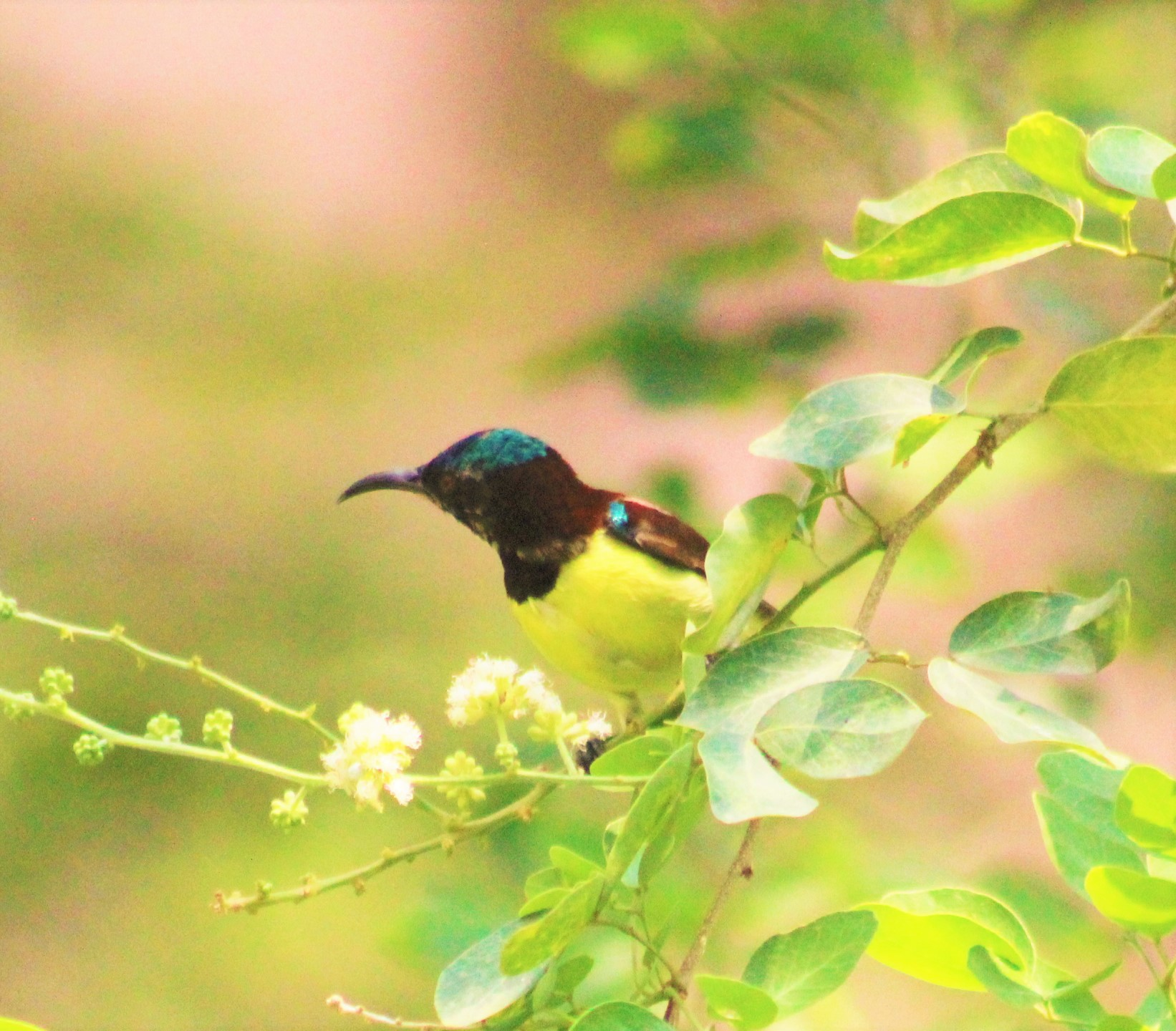
شهدخوار دمگاه‌بنفش